# The Good Heart - Carissimi nemici
The Good Heart - Carissimi nemici (The Good Heart) è un film del 2009 diretto da Dagur Kári.
La pellicola è stata presentata nel 2009 al Toronto Film Festival. Il regista è noto per il film di culto Nói albinói (2003).

## Trama

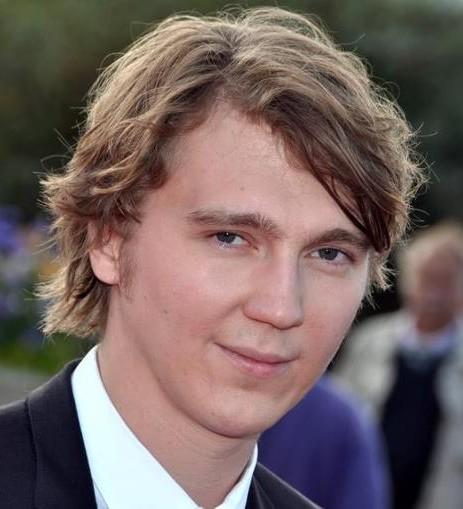
Paul Dano

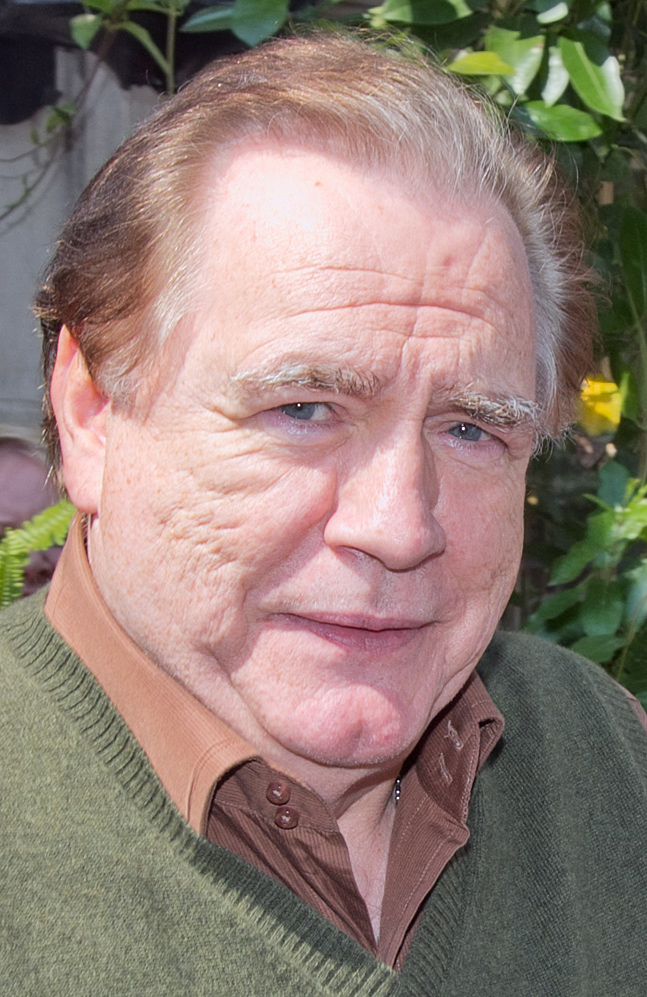
Brian Cox

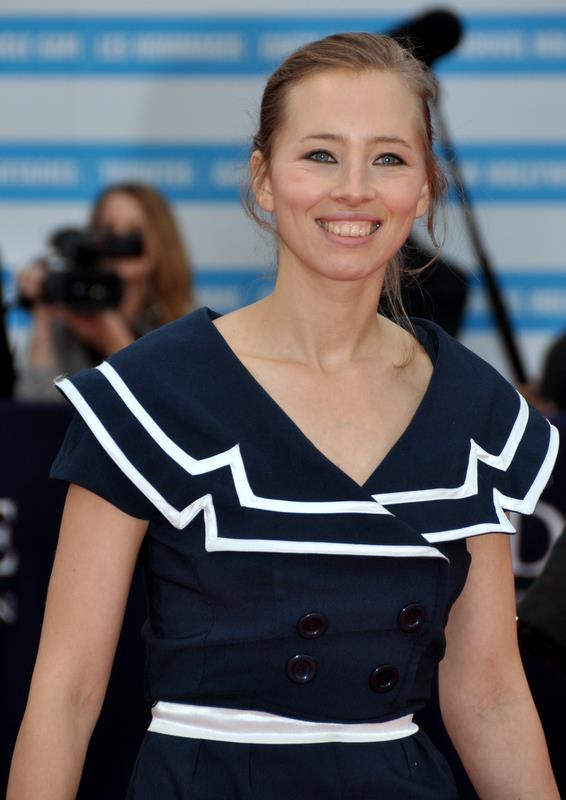
Isild Le Besco

Lucas, un giovane emarginato, timido e dal cuore buono (Good Heart), generoso e altruista si trova in ospedale per aver tentato il suicidio tagliandosi i polsi. Nel reparto di rianimazione si trova accanto al letto di Jacque, un vecchio bizzoso, lì periodicamente ricoverato perché gravemente malato di cuore. Sebbene Jacques predichi il suo cinismo nei confronti dell'umanità è talora preso da slanci di magnanimità come quando decide di dare ospitalità nel suo bar al giovane senzatetto, di insegnargli il mestiere di barman e farne il suo successore. Il bar di Jacques è in realtà un ritrovo, rimasto sempre uguale negli anni, dove quotidianamente si ritrovano le stesse persone che lì si rifugiano dalle complicazioni della vita.
Tutto sembra andare per il meglio per i due protagonisti del film, ormai divenuti amici, quando nel locale arriva una giovane donna disperata. Si tratta di April, un'aspirante hostess che ha perso il suo lavoro perché le è venuta la paura di volare. Naturalmente Lucas le offre il suo aiuto e la ricovera nella sua stanza. La scoperta da parte di Jacques dell'ospite indesiderata fa nascere uno scontro tra i due. Lucas, che era stato sempre remissivo nei confronti di Jacques, questa volta, anche perché si sta innamorando di April, non cede e se ne va con la giovane. I due finiranno per sposarsi conducendo la vita dei senzatetto sino a quando Jacques, ancora una volta ricoverato per una crisi cardiaca e in attesa di un trapianto, cede alla richiesta di Lucas di tornare nel bar con sua moglie.
Ora nel bar c'è un nuovo personaggio: April che riceve le simpatie degli avventori e che comincia a introdurre innovazioni femminili nel locale tra gli strepiti risentiti di Jacques che però non può fare a meno dell'amicizia di Lucas e quindi deve alla fine sopportare la situazione sino a quando il giovane non coglie la moglie a civettare con i clienti del bar. La vicinanza con Jacques ha reso anche Lucas duro di cuore nei confronti del prossimo e quindi caccia la giovane senza esitare.
Tutto alla fine si risolverà, compreso il trapianto cardiaco per Jacques che riceverà un inatteso good heart.